# Dipoena erythropus
Dipoena erythropus là một loài nhện trong họ Theridiidae. Chúng được Eugène Simon miêu tả năm 1881.